# Parachremylus oblongus
Parachremylus oblongus är en stekelart som först beskrevs av Papp 1990.  Parachremylus oblongus ingår i släktet Parachremylus och familjen bracksteklar. Inga underarter finns listade i Catalogue of Life.